# Robladillo
Robladillo est une commune de la province de Valladolid dans la communauté autonome de Castille-et-León en Espagne.

## Sites et patrimoine
Les édifices les plus caractéristiques de la commune sont :

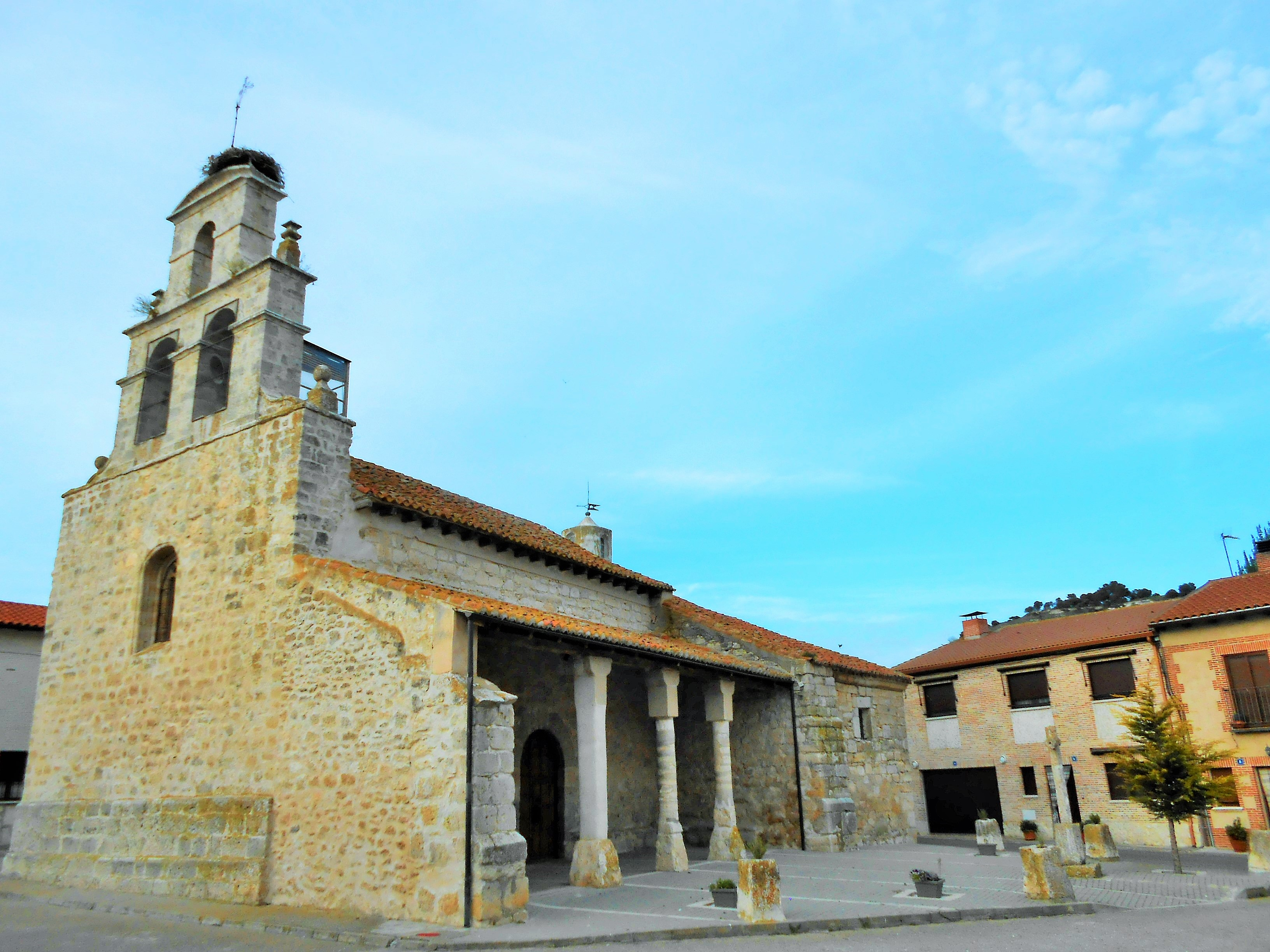
Église de la Virgen de la Asunción.
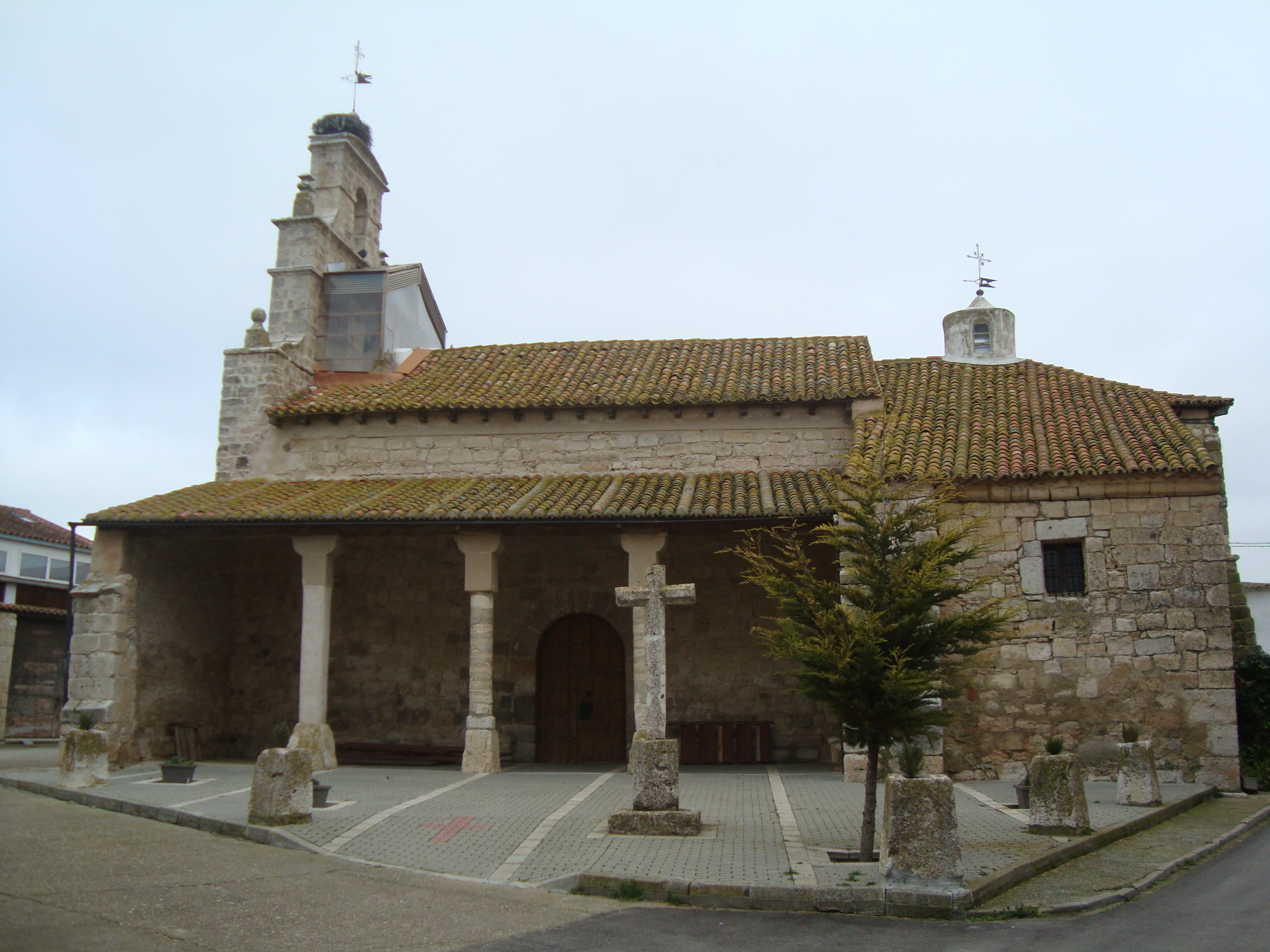
Autre vue de l'église.
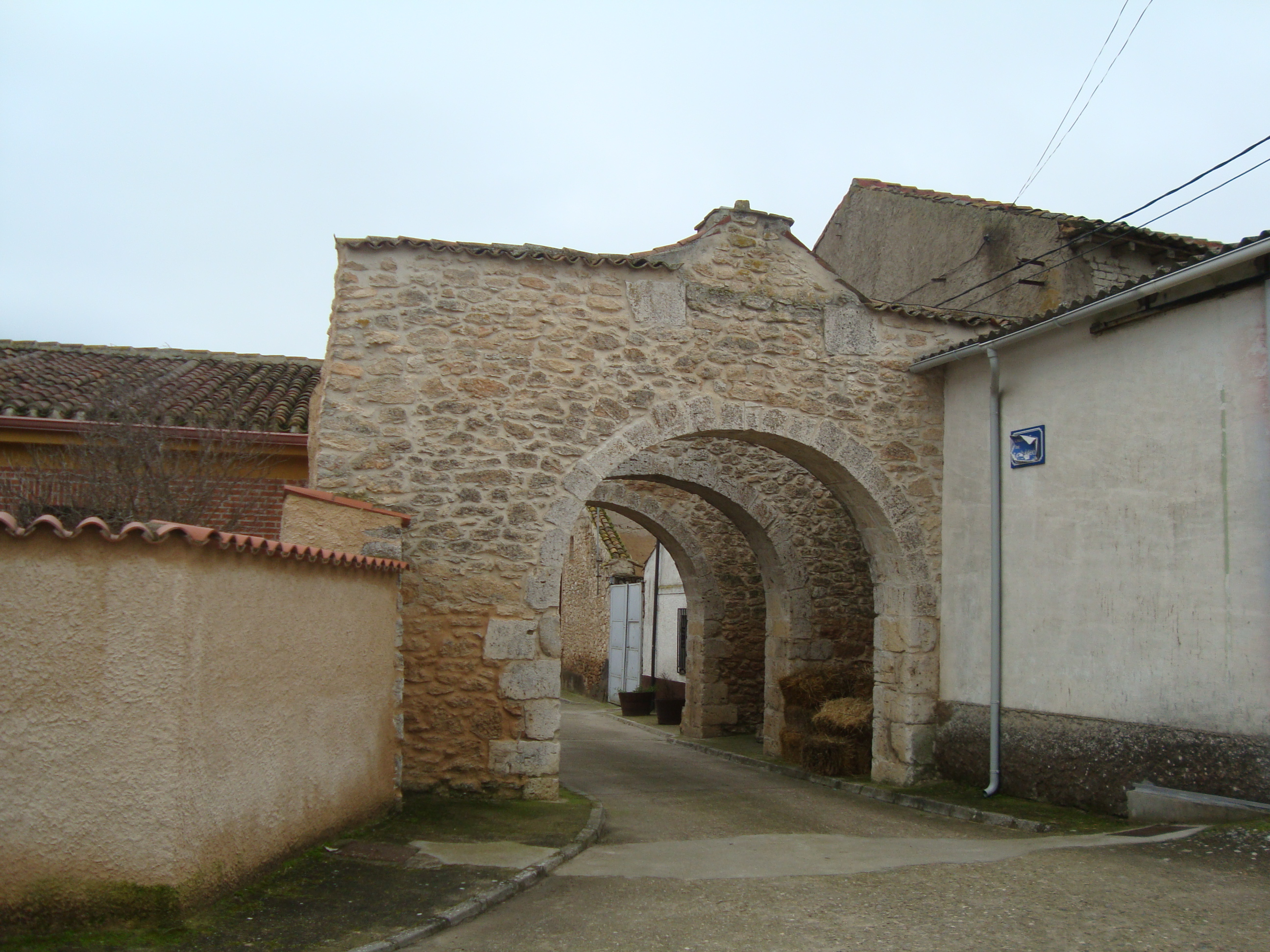
Les trois arches.

- Église de la Virgen de la Asunción.
- Autre vue de l'église.
- Les trois arches.